# ائوروستئوس
ائوروستئوس (به انگلیسی: Eurystheus)، در اساطیر یونانی، پادشاه تیرینس یکی از سه قلعه میسنی‌ها واقع در آرگولید بود. او پسر ستنلوس و نیکیپه و یکی دیگر از نوادگان پرسئوس به‌شمار می‌رفت.
هرا، تولد هراکلس را عقب و تولد ائوروستئوس را پیش انداخت و به این ترتیب ائوروستئوس پادشاه موکنای شد. زمانی که هراکلس در حال جنون همسر و فرزندانش را کشت، پیشگو به او گفت نزد ائوروستئوس برو و دوازده سال او را خدمت کن. هراکلس که خدمت کردن برای کسی مانند ائوروستئوس را خفت‌آور می‌دانست، از ترس پدرش زئوس، به آن پیشنهاد تن داد. ائورستئوس نیز از سر دشمنی، با همکاری هرا دوازده وظیفه دشوار به او محول کرد که به دوازده شاهکار هراکلس معروف شد. ائورستئوس پس از مرگ هراکلس به دشمنی با فرزندان وی ادامه داد تا عاقبت به دست یکی از فرزندان هراکلس (هولوس) کشته شد.